# Chengdu International Commerce Center
 (mai 2024).
Le Chengdu International Commerce Center est un ensemble de deux gratte-ciel de 280 mètres en construction à Chengdu en Chine. Leur achèvement est prévu pour 2021. 